# Campionati mondiali di canoa/kayak slalom 1949
I primi Campionati mondiali di canoa/kayak di slalom si sono svolti a Ginevra (Svizzera).

## Podi

### Uomini
| Evento        | Oro                                     | Perform. | Argento                          | Perform. | Bronzo                              | Perform. |
| Canoa         |                                         |          |                                  |          |                                     |          |
| C-1           | Francia Pierre d'Alençon                |          | Francia Paul Huguet              |          | Cecoslovacchia Jan Brzak            |          |
| C-1 a squadre | Francia                                 |          | Cecoslovacchia                   |          |                                     |          |
| C-2           | Francia Michel Duboille Jacques Rosseau |          | Francia Claude Neveu Roger Paris |          | Cecoslovacchia Jan Brzak Jiri Kudma |          |
| C-2 a squadre | Francia                                 |          | Cecoslovacchia                   |          |                                     |          |
| Kayak         |                                         |          |                                  |          |                                     |          |
| K-1           | Austria Othmar Eiterer                  |          | Austria Hans Frühwirth           |          | Svizzera Werner Zimmermann          |          |
| K-1 a squadre | Svizzera                                |          | Austria                          |          | Cecoslovacchia                      |          |

### Donne
| Evento        | Oro                    | Perform. | Argento                 | Perform. | Bronzo                    | Perform. |
| Kayak         |                        |          |                         |          |                           |          |
| K-1           | Austria Heidi Pillwein |          | Austria Fritzi Schwingl |          | Austria Gerti Pertlwieser |          |
| K-1 a squadre | Austria                |          | Svizzera                |          |                           |          |

## Medagliere
| Posizione | Paese          | Oro | Argento | Bronzo | Totale |
| --------- | -------------- | --- | ------- | ------ | ------ |
| 1         | Francia        | 4   | 2       | 0      | 6      |
| 2         | Austria        | 3   | 2       | 1      | 6      |
| 3         | Svizzera       | 1   | 2       | 1      | 4      |
| 4         | Cecoslovacchia | 0   | 2       | 3      | 5      |
| Totale    | Totale         | 8   | 8       | 5      | 21     |